# Thalassodes opaca
Thalassodes opaca är en fjärilsart som beskrevs av W. Warren 1898. Thalassodes opaca ingår i släktet Thalassodes och familjen mätare. Inga underarter finns listade i Catalogue of Life.